# Darius Campbell
Darius Campbell-Danesh (Glasgow, 19 de agosto de 1980 - Rochester, 11 de agosto de 2022) fue un cantante, compositor, músico, actor y productor de cine escocés de origen persa.
Bajo el nombre de Darius, grabó dos álbumes de estudio, Dive In (2002) y Live Twice (2004), y ambos alcanzaron el top 40 en el Official Albums Chart  de Reino Unido. Su sencillo debut, "Colourblind ", alcanzó la posición número 1 en el UK Singles Chart en 2002. Sus siguientes sencillos, "Rushes" e "Incredible (What I Meant to Say)", llegaron al top 10 en el Reino Unido en 2002 y 2003, respectivamente.
Campbell interpretó el papel de Billy Flynn en la producción del West End del musical Chicago. Interpretó el papel principal de Sky Masterson en Guys and Dolls, ganadora del Premio Olivier, y el papel original de Rhett Butler en la adaptación teatral de Lo que el viento se llevó de Sir Trevor Nunn.
En 2010, después de haberse formado con el tenor Rolando Villazón, ganó el concurso de ITV Popstar to Operastar e interpretó a dúo con Villazón en The Impossible Dream.

## Primeros años
Campbell nació en Glasgow el 19 de agosto de 1980 de madre escocesa (Avril Campbell), y padre iraní (Booth Danesh); su familia vivía en Bearsden. Fue el mayor de tres hijos, sus hermanos menores son Aria (nacido en 1983) y Cyrus (nacido en 1995). Asistió a la Escuela Primaria Bearsden y a la Academia de Glasgow, antes de estudiar Filosofía y Literatura Inglesa en la Universidad de Edimburgo.

## Carrera

### 2001-2002:PopstarsyPop Idol
La carrera profesional de Campbell comenzó con un papel en la producción vanguardista de la década de 1990 de The Scottish Opera de Los troyanos. Cuando era adolescente, actuó en Covent Garden Royal Opera House con la Ópera Escocesa en una producción de Carmen.
Campbell ganó fama por primera vez en 2001 después de aparecer en la competencia de talentos británica Popstars. Un año más tarde fue votado para la final del programa de talentos de televisión, Pop Idol. Rechazó el contrato discográfico de Simon Cowell y luego firmó con el productor Steve Lillywhite.

### 2002-2004:ColourblindyDive In
El primer sencillo escrito por Campbell, "Colourblind", fue lanzado el 29 de julio de 2002 y entró en el UK Singles Chart en la posición número 1, permaneciendo en la cima de las listas durante dos semanas; la canción recibió una certificación de plata.
Su álbum debut, Dive In, fue certificado de platino en el Reino Unido en 2004, ubicándose en el número 6 en el Official Albums Chart durante las competitivas ventas previas a la Navidad. Posteriormente tuvo cinco sencillos entre los diez primeros del Reino Unido y un segundo álbum de oro.
Escribió las 12 canciones del álbum Dive In y produjo una de las pistas llamada "Better Than That" mientras colaboraba con varios otros productores como The Misfits y The Matrix en las otras pistas. Steve Lillywhite fue productor ejecutivo del álbum. Campbell, que entonces interpretaba a Darius Danesh, apoyó a Shakira en su gira mundial y completó su propia gira UK Dive In Tour con entradas agotadas.
El Dive In Tour tuvo lugar en abril y mayo de 2003. Las quince fechas previstas para mayo se ampliaron a veintitrés fechas a petición del público.

### 2004-2005: libroSink or SwimyLive Twice
Su libro Sink or Swim, sobre los peligros del negocio de la música, fue el sexto best-seller del Sunday Times. Contribuyó al álbum benéfico War Child con Coldplay y Oasis y se presentó en India junto a Alanis Morissette después de que su álbum fuera disco de platino allí.
Después de recibir la noticia de que a su padre le habían diagnosticado cáncer terminal, escribió y dedicó su segundo álbum de estudio Live Twice al Dr. Booth Danesh, quien luego se recuperó milagrosamente. En 2005, la canción principal del álbum, Live Twice, se convirtió en su quinto sencillo en el top 10.

### 2005-2008:ChicagoyGuys and Dolls
Campbell tuvo dos presentaciones producidas en el West End del musical Chicago durante 2005-2006 y, a los 25 años, se convirtió en el actor más joven en interpretar el papel de Billy Flynn desde que el espectáculo se estrenó por primera vez en Broadway en 1975.
En 2007, después de ver a Ewan McGregor en el papel, interpretó el papel principal en la producción ganadora del premio Olivier de Michael Grandage de Guys and Dolls, protagonizada por Sky Masterson. Más tarde ese año, repitió su papel de Billy Flynn para la actuación benéfica del décimo aniversario de Chicago en Londres, en beneficio de las organizaciones benéficas Breast Cancer Haven y Breast Health Institute.
En 2008, regresó al West End de Londres para interpretar a Rhett Butler en la adaptación musical de Lo que el viento se llevó de Trevor Nunn.

### 2010-2011:Popstar to Operastar
En enero y febrero de 2010, Campbell ganó el programa de talentos ITV1 del Reino Unido Popstar to Operastar, en el que se entrenó a ocho estrellas del pop para interpretar famosas arias de ópera. Fue apadrinado por el tenor Rolando Villazón, con quien pasó a dueto en la canción "The Impossible Dream". En mayo de 2010 apareció como el torero Escamillo en la ópera Carmen de Bizet en The O2 Arena de Londres. A los 29 años asumió el papel protagónico del amante de Carmen. También en 2010 protagonizó la gira The History of the Big Bands, un espectáculo sobre la era de las Big band y el swing, con las canciones de Frank Sinatra y la música de los músicos clave de la era de las big band, incluida la música de Harry James, Benny Goodman, Tommy Dorsey, Duke Ellington, Glenn Miller, Count Basie, Woody Herman y Buddy Rich.

### 2013:From Here to Eternity the Musical
El 1 de julio de 2013, se anunció que Campbell interpretaría el papel principal de Warden en el programa From Here to Eternity the Musical.

### 2015:Funny Girl
Campbell interpretó a Nick Arnstein en Funny Girl en el Teatro Savoy en el West End, luego de una transferencia de Menier Chocolate Factory en abril de 2016.

## Otros trabajos

### Televisión
En 2003, Campbell apareció como él mismo en un episodio de la telenovela Hollyoaks de Channel 4, interpretando "Girl in the Moon" en un baile de graduación. En 2009, apareció como estrella invitada en el programa de la BBC Hotel Babylon como Gennaro Fazio, un editor de una revista italiana.

### Filantropía
Campbell fue embajador de The Prince's Trust, ayudando a jóvenes desfavorecidos. Diseñó una guitarra para Guitar Aid. Trabajó y apoyó a la Asociación de Linfoma y la Investigación del Cáncer del Reino Unido, además de otras organizaciones benéficas contra el cáncer.

## Vida personal
Campbell se casó con la actriz canadiense Natasha Henstridge en una ceremonia secreta en febrero de 2011. Solicitaron el divorcio en julio de 2013. El proceso de divorcio fue finalizado en febrero de 2018.

### Fallecimiento
Se anunció en un comunicado de su familia el 16 de agosto de 2022 que Campbell fue encontrado inconsciente el 11 de agosto de 2022 en su apartamento en Rochester, Minnesota y fue declarado muerto ese mismo día, 8 días antes de cumplir 42 años. Su familia informó que no hubo circunstancias sospechosas o signos de intención en torno a su muerte.
La declaración de la familia decía: "Con gran tristeza anunciamos el fallecimiento de Darius Campbell Danesh. Darius fue encontrado inconsciente en la cama en la habitación de su apartamento en Rochester, Minnesota, el 11 de agosto y fue declarado muerto por la tarde por la oficina del médico forense local. El departamento de policía local ha confirmado que no hubo signos de intención o circunstancias sospechosas. La causa de su repentina muerte se desconoce en este momento mientras continúan los exámenes médicos. Le pedimos que tenga la amabilidad de respetar nuestros deseos de privacidad en este momento mientras aceptamos la trágica pérdida de nuestro hijo y hermano".

## Discografía
- Dive In (2002)
- Live Twice (2004)